# (73189) 2002 JV
(73189) 2002 JV – planetoida z pasa głównego asteroid okrążająca Słońce w ciągu 4,42 lat w średniej odległości 2,69 j.a. Odkryta 3 maja 2002 roku.